# Spülabwasseraufbereitung
Die Spülabwasseraufbereitung bezeichnet die Aufbereitung von Abwasser aus der Filterspülung. In Trinkwasseraufbereitungen steigert sie den Wirkungsgrad der Aufbereitung, um mehr Trinkwasser ins Netz zu bringen. Im Schwimmbad wird sie zur Reduzierung der Betriebskosten genutzt.

## Spülabwasseraufbereitung im Schwimmbad
Die Vorgaben werden bei der Spülabwasseraufbereitung im Schwimmbad durch die DIN 19645:2016 „Aufbereitung von Spülabwässern aus Anlagen zur Aufbereitung von Schwimm- und Badebeckenwasser“ gemacht. Dort werden drei verschiedene Nutzungsmöglichkeiten für das aufbereitete Spülabwasser aufgezeigt:
- Typ 1: Wasser zum Einsatz als Füllwasser, Filterspülwasser und Anwendungszwecke nach Typ 2 und Typ 3
- Typ 2: Wasser zum Einsatz für Flächenreinigung, Toilettenspülung, Bewässerung von Außenanlagen
- Typ 3: Wasser zur Direkteinleitung in ein Gewässer

## Typ 1: Spülabwasseraufbereitung mit Ultrafiltration und Umkehrosmose

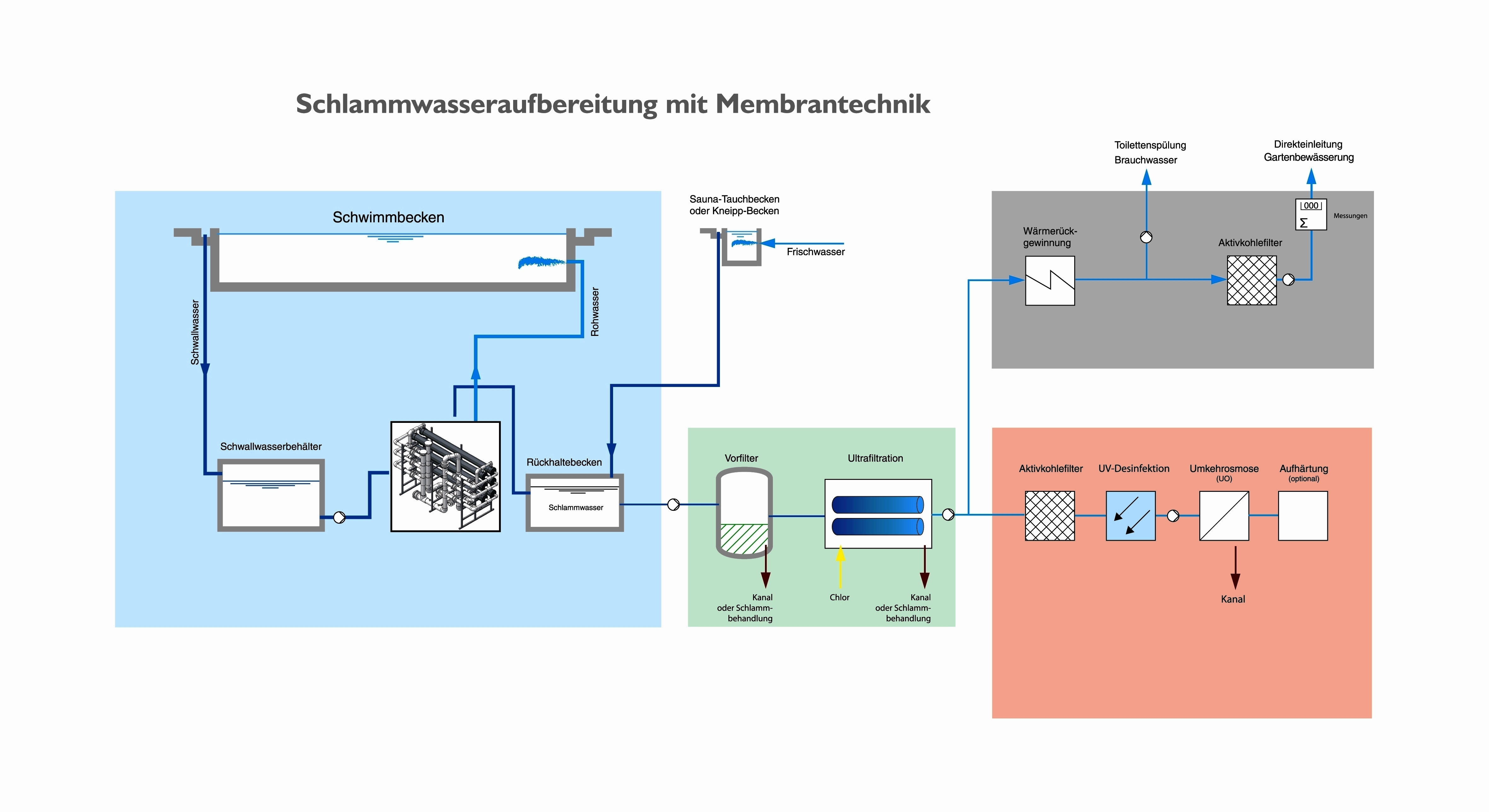
Schematische Darstellung der Verfahrensschritte einer Spülabwasseraufbereitung

Das Spülabwasser der Badewasser-Filter mit der Schmutzfracht aus den Filterspülungen wird durch eine Spülabwasseraufbereitung nach DIN 19645 so weit aufbereitet, dass es für die Wiederverwendung als Füllwasser geeignet ist. Das aufbereitete Wasser entspricht danach den Richtlinien der DIN 19643 für Füllwasser. Die Schmutzfracht wird in ca. 10 % der aufbereiteten Wassermenge zurückgehalten und der Kanalisation oder weiteren Aufbereitungsstufen zugeführt. Die Schmutzfracht ist abhängig von der Belastung und vom Aufbereitungsverfahren der Badewasserkreisläufe. Das Konzentrat der Umkehrosmose enthält die aufkonzentrierten Wasserinhaltsstoffe (ca. 95 %) in 20 % der aufbereiteten Wassermenge und wird der Kanalisation zugeführt. Das Spülabwasser der Badewasser-Filter wird im Spülabwasserspeicher gesammelt und durchläuft danach folgende Reinigungsstufen:

### Spülabwasserspeicher
Der Spülabwasserspeicher dient als Vorlagebehälter für die Spülabwasseraufbereitung. Die Entnahme des Spülabwassers aus dem Behälter erfolgt über eine Oberflächenabsaugung. Die Entnahme des Wassers beginnt je nach Konzeption der Anlage sofort bzw. nach einer definierten Absetzzeit nach der Befüllung des Spülabwasserspeicher. Die Zu- bzw. Abschaltung der Zuführpumpe erfolgt niveauabhängig, wobei ein möglichst konstanter Durchsatz eingehalten werden soll. Der im Filterrückspülwasser enthaltene Schlamm setzt sich teilweise im Spülabwasserspeicher ab. Dieser ist deshalb bei der Revision zu reinigen, ggf. schon vorher, je nach Absetzverhalten.

### Vorfilter
Das Vorfilter ist ein reiner Schutzfilter und dient ausschließlich zur Abtrennung von groben Verunreinigungen wie Haare, Pflaster, Fasern etc. Diese Verunreinigungen können die Funktion der Membrananlage beeinträchtigen.
Das Vorfilter wird von der Automatik der Aufbereitung zeitabhängig zurückgespült.

### Ultrafiltration
Die Ultrafiltrationsmembranen werden mit Filterrückspülwasser beschickt. Das Ultrafiltrat wird dem Zwischenbehälter zugeführt. Das Abwasser der Rückspülungen wird entweder in den Kanal abgeschlagen oder in den Schlammwasserbehälter zurückgeleitet. Nach einer eingestellten Betriebszeit wird das bzw. werden die Module nacheinander mit Permeat aus dem Zwischenbehälter zurückgespült oder einer chemischen Reinigung unterzogen, bei der üblicherweise über eine Dosierpumpe Chlor dem Spülwasser zugegeben wird. Das anfallende Spülabwasser wird dem Kanal zugeführt oder in den Schlammwasserbehälter zurück geleitet.
Ultrafiltrationsmembranen im PVC-Druckrohren als Kapillarmembranen aus Polyethersulfon.
- Innerer Kapillardurchmesser 0,8 - 1,5 mm
- Porenweite < 0,05 µm
- Trenngrenze Membrane < 100.000 g/mol
- Beständigkeit gegen Chlor min. 200 ppm
- Gesamtbeständigkeit gegen Chlor min. 200.000 ppmh

### Zwischenspeicher
Das Filtrat der Ultrafiltration gelangt in den Zwischenbehälter. Der Behälter ist in geschlossener Bauweise ausgeführt, um Verunreinigungen durch Emissionen zu vermeiden. Der Zwischenbehälter hat zwei Aufgaben: er speichert das für die Rückspülung der Ultrafiltration benötigte Spülwasser und er dient als Wasservorlage für die Umkehrosmose. Durch die hydraulische Trennung bedingt durch den Zwischenbehälter können Ultrafiltration und Umkehrosmose unabhängig voneinander aufbereiten. Mit dem Wasser aus diesem Behälter wird über die Zuführpumpe die Umkehrosmose beschickt.

### Aktivkohlefilter
Dem Filtrat aus der Ultrafiltration wird zur Vermeidung von Keimbildung im Zwischenbehälter eine bestimmte Menge Chlor zudosiert. Da die Membranen der Umkehrosmose nicht chlor-beständig sind, muss das freie Chlor vor Eintritt in die Umkehrosmose abgebaut werden. Dies geschieht durch den Aktivkohlefilter. Der Aktivkohlefilter dient außerdem in diesem Zusammenhang der Adsorption von gebundenem Chlor und anderen adsorbierbaren Stoffen.

### UV-Entkeimung
Damit ein Biofouling auf der Umkehrosmosemembran verhindert wird, wird das Filtrat nach dem Aktivkohlefilter durch UV-Bestrahlung zur Sicherheit entkeimt. Das Filtrat aus der Ultrafiltration ist absolut keimfrei. Die UV-Anlage dient einzig als Sicherheitseinrichtung für die Umkehrosmose.

### Antiscalant-Dosierung
Die Entfernung von Salzen und Härte aus dem Permeat macht eine Dosierung von Antiscalant zur Vermeidung von Scaling auf der Umkehrosmosemembran notwendig. Das Blockieren der Membranen kann so vermindert werden.

### Umkehrosmose
Durch die Wiederverwendung des aufbereiteten Filterrückspülwassers würde die Konzentration von Chloriden, Sulfaten, Nitraten und anderen Salzen im Badewasser über die Zeit hin zunehmen. Die Maximalkonzentration ist begrenzt und eine Entfernung mittels Umkehrosmose dadurch notwendig. Durch die Umkehrosmose wird das Filtrat aus der Ultrafiltration entsalzt und enthärtet. Das Permeat aus der Umkehrosmose gelangt über den Pufferbehälter in die Schwallwasserbehälter der Badewasser-Aufbereitung. Die Aufteilung der Zugabemengen in die jeweiligen Schwallwasserbehälter erfolgt niveauabhängig. Das Konzentrat aus der Umkehrosmose gelangt in den Kanal. Die Umkehrosmose verfügt über eine Bypassleitung, die es zu Wartungszwecken ermöglicht, das Filterrückspülwasser auch ohne Entsalzung aufzubereiten.

### Aufhärtung
Um den in der DIN 19643 geforderten Mindestwert der Säurekapazität (KS4,3 = 0,7 bzw. 0,3 mol/m³) einhalten zu können, wird das Wasser aufgehärtet. Dies kann z. B. mit Natriumhydrogenkarbonat geschehen.

### Reinwasserpufferbehälter
Das Permeat aus der Umkehrosmose wird im Reinwasser-Pufferbehälter zwischengespeichert. Das Wasser wird mit einem geringen Chlorgehalt versetzt, um eine Wiederverkeimung zu verhindern.

### Verteilpumpe
Die Verteilpumpe beschickt die Verteilleitungen zu den einzelnen Rohwasserspeichern der verschiedenen Kreisläufe.

### Wasserzähler
Nach DIN 19643 müssen pro Badegast mindestens 30 l Frischwasser zugegeben werden. Um die Zugabe der entsprechenden Mengen zu dokumentieren, sollten in die Verteilleitungen zu den einzelnen Beckenkreisläufen Wasserzähler vorgesehen werden.